# Избори за Европски парламент 2009. (Француска)
Избори за Европски парламент 2009. у Француској су одржани 7. јуна 2009. за избор 72 француских посланика у Европски парламент.
Владајућа Унија за народни покрет (УМП) Николе Саркозија је добила највише гласова, док је опозициона Социјалистичка партија добила јако лош резултат.

## Резултати
| Странке/коалиције                            | Странке/коалиције                                                                   | Европска партија                   | Гласови    | Гласови | Гласови | Мандати | Мандати |
| Странке/коалиције                            | Странке/коалиције                                                                   | Европска партија                   | #          | %       | +/-     | #       | +/-     |
| -------------------------------------------- | ----------------------------------------------------------------------------------- | ---------------------------------- | ---------- | ------- | ------- | ------- | ------- |
|                                              | Унија за народни покрет – Нови центар                                               | Европска народна партија           | 4.799.908  | 27,88   | +11,24  | 29      | +12     |
|                                              | Социјалистичка партија                                                              | Партија европског социјализма      | 2.838.160  | 16,48   | -12,42  | 14      | -17     |
|                                              | Европа екологија — Зелени                                                           | Европска партија зелених           | 2.803.759  | 16,28   | +8,87   | 14      | +8      |
|                                              | Демократски покрет Француске                                                        | Европска демократска странка       | 1.455.841  | 8,46    | -4,07   | 6       | -5      |
|                                              | Фронт левице - Комунистичка партија Француске - Странка левице - Јединствена левица | Партија европске левице            | 1.115.021  | 6,48    | +0,59   | 5       | +2      |
|                                              | Национални фронт                                                                    | Евронат                            | 1.091.691  | 6,34    | -3,47   | 3       | -4      |
|                                              | Нова антикапиталистичка партија                                                     | Европска антикапиталистичка левица | 840.833    | 4,88    | +2,32   | 0       | –       |
|                                              | Либертас                                                                            | Либертас ЕУ                        | 826.357    | 4,80    | -3,60   | 1       | -2      |
|                                              |                                                                                     |                                    |            |         |         |         |         |
| Укупно                                       | Укупно                                                                              | Укупно                             | 17.218.614 | 100,00  | –       | 72      | -6      |
|                                              |                                                                                     |                                    |            |         |         |         |         |
| Важећи гласови                               | Важећи гласови                                                                      | Важећи гласови                     | 17.218.614 | 95,70   |         |         |         |
| Неважећи гласови                             | Неважећи гласови                                                                    | Неважећи гласови                   | 773.547    | 4,30    |         |         |         |
| Излазност                                    | Излазност                                                                           | Излазност                          | 17.992.161 | 40,63   |         |         |         |
| Уздржаност                                   | Уздржаност                                                                          | Уздржаност                         | 26.290.662 | 59,37   |         |         |         |
| Пријављени гласачи                           | Пријављени гласачи                                                                  | Пријављени гласачи                 | 44.282.823 |         |         |         |         |
|                                              |                                                                                     |                                    |            |         |         |         |         |
| Извор: France-politique.fr and МУП Француске |                                                                                     |                                    |            |         |         |         |         |